# Minuskel 5
Minuskel 5 (in der Nummerierung nach Gregory-Aland), δ 453 (von Soden) ist eine griechische Minuskelhandschrift des Neuen Testaments auf 342 Pergamentblättern (21 × 15,5 cm). Mittels Paläographie wurde das Manuskript auf das 13. Jahrhundert datiert. Es wurde einspaltig mit 28 Zeilen pro Seite geschrieben.

## Beschreibung
Der Kodex enthält das vollständige Neue Testament ohne die Offenbarung. Die Katholischen Briefe sind vor den Paulusbriefen eingeordnet.
Die Handschrift befindet sich in der Bibliothèque nationale de France (Gr. 106) in Paris. Sie stammt wahrscheinlich aus Kalabrien.
Sie wurde von Robert Estienne in seiner Editio Regia verwendet und von ihm als δ' bezeichnet. Die Handschrift wurde von Wettstein und Scholz untersucht.
Der griechische Text des Kodex in den Katholischen Briefen und den Paulusbriefen wurde von Aland in  Kategorie III eingeordnet. Die Evangelien und Apostelgeschichte ordnete er in Kategorie V ein.